# 長岡市立小国中学校
長岡市立小国中学校（ながおかしりつ おぐにちゅうがっこう）は、新潟県長岡市小国町新町に所在する市立中学校。

## 概要
1967年に開校。全校生徒数177名（1年62名・2年45名・3年70名、2008年度）。

## 沿革
- 1967年4月1日 - 小国町立小国中学校として開校。
- 2005年4月1日 - 長岡市への編入合併に伴い現校名に改称。

## 通学区域
#外部リンクを参照。

### 進学前小学校
- 長岡市立小国小学校